# Pułk Artylerii Konnej Nr 12
Pułk Artylerii Konnej Nr 12 (k.k. 12. rtAR) – pułk artylerii konnej cesarsko-królewskiej Obrony Krajowej.

## Historia pułku
Pułk został sformowany w 1917 roku w składzie 12 Dywizji Strzelców Konnych (k.k. 12. rtSchD.). Pułk nie był formacją ewidencyjną. Oficerowie byli do niego przydzieleni z innych oddziałów artylerii.

## Kadra
- mjr Alfons Czerny
- kpt. Otton Krzisch
- por. Bolesław Ciążyński